# نيكي نيكول
نيكول دينيس كوكو (من مواليد 25 أغسطس 2000 ، والمعروفة باسم نيكي نيكول ، هي مغنية ومغنية راب أرجنتينية  ولدت ونشأت في روزاريو ، سانتا في ، واكتسبت شهرة مع أغانيها الفردية "Wapo Traketero" و " Colocao " و غيرها الكثير.